# Друга народна революція на Філіппінах
Друга народна революція, також відома як EDSA II — серія політичних протестів на Філіппінах, кульмінацією яких стало повалення режиму Джозефа Естради і прихід до влади Глорії Арройо. 

## Передумови
13 листопада 2000 року нижня палата філіппінського парламенту проголосувала за імпічмент президенту країни Джозефу Естраді. Його звинуватили в отриманні багатомільйонних хабарів від злочинних синдикатів, які займалися рекетом та ігорним бізнесом. У січні 2001 року процес імпічменту Джозефа Естради зайшов у безвихідь — прокуратурі, яка розслідувала фінансові операції президента не дали доступу до його рахунків. Це викликало масові виступи опозиції в Манілі.

## Перебіг подій
17 січня 2001 року філіппінський Конгрес проголосував за припинення процедури імпічменту по відношенню до президента Джозефа Естради. Менш ніж за дві години, після того, як рішення було оприлюднено, тисячі людей зібралися на головному перехресті Маніли — авеню Епифано де лос Сантос, вимагаючи відставки президента та членів його уряду. Кількість демонстрантів швидко збільшувалась і за декілька днів досягла мільйона чоловік, повністю паралізувавши рух в центрі Маніли. Протест був організований з використанням SMS-розсилки, яка містила текст «Go 2 edsa.Wear blk.».     
19 січня декілька членів кабінету, а також військове та поліцейське керівництво Філіппін відмовились підтримувати президента. 20 січня 2001 року Джозеф Естрада подав у відставку. Того ж дня Верховний суд оголосив президентську посаду вакантною, і посаду глави держави обійняла віцепрезидент Філіппін Глорія Макапагал-Арройо.

## Наслідки
У квітні 2001 року антикорупційний суд видав ордер на арешт Джозефа Естради. 1 травня того ж року десятки тисяч прибічників поваленого президента намагалися штурмом захопити президентський палац у Манілі і відправити Арройо у відставку. Однак влада Філіппін придушила заколот і заарештувала лідерів опозиції за спробу здійснення державного перевороту. 